# Juan José Aguilar
Juan José Aguilar (Medellín, Antioquia, Colombia; 10 de octubre del 2000) es un futbolista colombiano. Juega como central derecho o volante de marca y actualmente se encuentra en el Águilas Doradas de la Categoría Primera A de Colombia.
Es hermano del también futbolista Felipe Aguilar.

## Inicios
Integró las divisiones inferiores del Atlético Nacional, donde disputó los diferentes torneos de la Liga Antioqueña de Fútbol, allí estuvo hasta 2019. Se marchó para Brasil, en donde estuvo a prueba en el Santos F. C., pero finalmente terminó fichando por el Nova Iguaçu F. C.

## Independiente Medellín
Después de su paso por el fútbol brasileño, llegó al Independiente Medellín en calidad de prueba, en donde recibió el visto bueno del director técnico Hernán Darío Gómez para integrar el equipo profesional.

## Clubes
| Club                   | País      | Año             | Partidos |
| ---------------------- | --------- | --------------- | -------- |
| Nova Iguaçu F. C.      | Brasil    | 2020            | ??       |
| Independiente Medellín | Colombia  | 2021            | 1        |
| Tlaxcala Fútbol Club   | México    | 2022            | 0        |
| Club Almagro           | Argentina | 2024 - presente | 5        |